# Pawnee (Illinois)
Pawnee – wieś w Stanach Zjednoczonych, w stanie Illinois, w hrabstwie Sangamon.